# Emiliano Rigoni
Emiliano Ariel Rigoni (Colonia Caroya, 4 februari 1993) is een Argentijns voetballer die doorgaans speelt als middenvelder. In januari 2025 verruilde hij Austin voor Club León. Rigoni debuteerde in 2017 in het Argentijns voetbalelftal.

## Clubcarrière
Rigoni doorliep de jeugdopleiding van Belgrano en brak ook door bij die club. Op 4 augustus 2013 maakte de middenvelder zijn debuut voor de club, toen op bezoek bij Lanús met 3–0 verloren werd. Zijn eerste doelpunt volgde op 17 februari 2014. Op die dag werd met 2–3 gewonnen van Boca Juniors. In januari 2016 stapte Rigoni over naar Independiente. In het seizoen 2016/17 kwam hij tot elf competitietreffers, wat de aandacht wekte van Zenit Sint-Petersburg. De Russische club nam hem in de zomer van 2017 voor circa negen miljoen euro over. Hij zette zijn handtekening onder een verbintenis voor de duur van vier seizoenen. In de zomer van 2018 werd Rigoni voor één seizoen gehuurd door Atalanta Bergamo. Na een halfjaar keerde de Argentijn weer terug naar Sint-Petersburg. Medio 2019 werd Rigoni voor de tweede maal gehuurd door een Italiaanse club, ditmaal door Sampdoria. Opnieuw werd hij na een half seizoen weer teruggestuurd. Voor een bedrag van honderdduizend euro nam Elche hem over in oktober 2020. Rigoni maakte in mei 2021 de overstap naar São Paulo. Een jaar later nam Austin hem over met een contract voor tweeënhalf jaar. Nadat deze was afgelopen, verkaste Rigoni naar Club León.

## Clubstatistieken
| Seizoen | Club                  | Competitie          | Competitie | Competitie | Beker | Beker | Internationaal | Internationaal | Totaal | Totaal |
| Seizoen | Club                  | Competitie          | Wed.       | Dlp.       | Wed.  | Dlp.  | Wed.           | Dlp.           | Wed.   | Dlp.   |
| ------- | --------------------- | ------------------- | ---------- | ---------- | ----- | ----- | -------------- | -------------- | ------ | ------ |
| 2013/14 | Belgrano              | Primera División    | 26         | 1          | 0     | 0     | 0              | 0              | 26     | 1      |
| 2014    | Belgrano              | Primera División    | 16         | 3          | 1     | 0     | —              | —              | 17     | 3      |
| 2015    | Belgrano              | Primera División    | 31         | 4          | 1     | 0     | 1              | 0              | 33     | 4      |
| 2016    | Independiente         | Primera División    | 16         | 4          | 3     | 0     | 4              | 1              | 23     | 5      |
| 2016/17 | Independiente         | Primera División    | 30         | 11         | 3     | 0     | 4              | 1              | 37     | 12     |
| 2017/18 | Zenit Sint-Petersburg | Premjer-Liga        | 17         | 0          | 1     | 0     | 10             | 6              | 28     | 6      |
| 2018/19 | Zenit Sint-Petersburg | Premjer-Liga        | 1          | 0          | 0     | 0     | 1              | 0              | 2      | 0      |
| 2018/19 | → Atalanta Bergamo    | Serie A             | 12         | 3          | 0     | 0     | 0              | 0              | 12     | 3      |
| 2018/19 | Zenit Sint-Petersburg | Premjer-Liga        | 10         | 3          | 0     | 0     | 1              | 0              | 11     | 3      |
| 2019/20 | Zenit Sint-Petersburg | Premjer-Liga        | 5          | 0          | 1     | 0     | 0              | 0              | 6      | 0      |
| 2019/20 | → Sampdoria           | Serie A             | 8          | 0          | 1     | 0     | —              | —              | 9      | 0      |
| 2019/20 | Zenit Sint-Petersburg | Premjer-Liga        | 7          | 2          | 1     | 1     | 0              | 0              | 8      | 3      |
| 2020/21 | Zenit Sint-Petersburg | Premjer-Liga        | 7          | 0          | 1     | 0     | 0              | 0              | 8      | 0      |
| 2020/21 | Elche                 | Primera División    | 23         | 1          | 2     | 1     | —              | —              | 25     | 2      |
| 2021    | São Paulo             | Série A             | 30         | 4          | 5     | 5     | 3              | 2              | 38     | 11     |
| 2022    | São Paulo             | Série A             | 23         | 2          | 2     | 0     | 7              | 0              | 32     | 2      |
| 2022    | Austin                | Major League Soccer | 10         | 0          | 0     | 0     | —              | —              | 10     | 0      |
| 2023    | Austin                | Major League Soccer | 33         | 5          | 2     | 0     | 2              | 0              | 37     | 5      |
| 2024    | Austin                | Major League Soccer | 11         | 1          | 0     | 0     | —              | —              | 11     | 1      |
| 2024/25 | Club León             | Liga MX             | 0          | 0          | 0     | 0     | —              | —              | 0      | 0      |
| Totaal  | Totaal                | Totaal              | 316        | 43         | 24    | 7     | 33             | 10             | 373    | 60     |

Bijgewerkt op 7 januari 2025.

## Interlandcarrière
Rigoni maakte zijn debuut in het Argentijns voetbalelftal op 5 oktober 2017, toen er met 0–0 gelijkgespeeld werd tegen Peru. Van bondscoach Jorge Sampaoli moest Rigoni op de reservebank beginnen en in de rust viel hij in voor Ángel Di María.
| Interlands van Emiliano Rigoni voor Argentinië | Interlands van Emiliano Rigoni voor Argentinië | Interlands van Emiliano Rigoni voor Argentinië | Interlands van Emiliano Rigoni voor Argentinië | Interlands van Emiliano Rigoni voor Argentinië | Interlands van Emiliano Rigoni voor Argentinië | Interlands van Emiliano Rigoni voor Argentinië |
| №                                              | Datum                                          | Wedstrijd                                      | Uitslag                                        | Competitie                                     | Goals                                          |                                                |
| Als speler bij Zenit Sint-Petersburg           | Als speler bij Zenit Sint-Petersburg           | Als speler bij Zenit Sint-Petersburg           | Als speler bij Zenit Sint-Petersburg           | Als speler bij Zenit Sint-Petersburg           | Als speler bij Zenit Sint-Petersburg           | Als speler bij Zenit Sint-Petersburg           |
| ---------------------------------------------- | ---------------------------------------------- | ---------------------------------------------- | ---------------------------------------------- | ---------------------------------------------- | ---------------------------------------------- | ---------------------------------------------- |
| 1                                              | 5 oktober 2017                                 | Argentinië – Peru                              | 0 – 0                                          | WK 2018 kwalificatie                           |                                                |                                                |
| 2                                              | 14 november 2017                               | Argentinië – Nigeria                           | 2 – 4                                          | Vriendschappelijk                              |                                                |                                                |

Bijgewerkt op 7 januari 2025.

## Erelijst
| Premjer-Liga        | 2 | 2018/19, 2019/20 |
| Koebok Rossii       | 1 | 2019/20          |
| Soeperkoebok Rossii | 1 | 2020             |